# Táncsics Bőrgyár
A Táncsics Bőrgyár, korábbi nevén Wolfner-féle bőrgyár egy mára már megszűnt, és nagyrészt el is bontott bőripari üzem volt Budapest IV. kerületében.

## Története
A volt Wolfner Gyula (1814–1889) által alapított gyár 1840-től épült ki a mai Károlyi István utca – Külső Váci út – József Attila utca – Attila utca által közrefogott telken. (A Váci út túlsó oldalán lévő, közeli telekre épült fel idővel Újpest másik bőrgyára, a Mauthner Bőrgyár.) A üzem vezetéséhez idővel az alapító testvére, Wolfner Lajos (1824–1912) is csatlakozott, az üzem neve Wolfner Gyula és Társa Közkereseti Társaság lett. 1900 körül így írt a gyárról Ugró Gyula a Magyarország vármegyéi és városai című könyvsorozatban:
„Ujpest egyik legrégibb gyára, mely egyuttal a város rohamos fejlődésére a legnagyobb befolyását gyakorolta, a Wolfner Gyula és Társa bőr- és hadi felszerelések gyára, a hol ez idő szerint 1000 munkás keresi kenyerét, de napról-napra több munkáskéznek biztosít megélhetést. Termelési czikkei a talpbőr, gépszíj- és hadfelszerelési czikkek és gyapjúmosás. A legmodernebb berendezéssel felszerelt gyár egész üzeme villamos erőre van berendezve és munkásai anyagi és szellemi érdekeinek előmozdítására minden áldozatot meghoz.”
A gyár 1993-ban csődbe ment, telephelyét egy ideig a Amerikai-Magyar Bőrkereskedelmi Kft. használta. Elbontására 2006 után került sor, hogy helyén lakópark (Metrodom Panoráma Lakópark) épüljön ki. A gyár a Külső Váci út legkorábbi, 2012-es Google utcaképen már nagyrészt elbontott állapotban látható. Mindössze 2 régi épülete maradt meg a József Attila utcai oldalon.
A gyárnak 1982-ig iparvágánya is volt a Baross utcai vontatóvágány és Angyalföld vasútállomás felé, kocsiforgalma az 1960-as években évi kb. 1300-1500 teherkocsi volt.

## Képtár

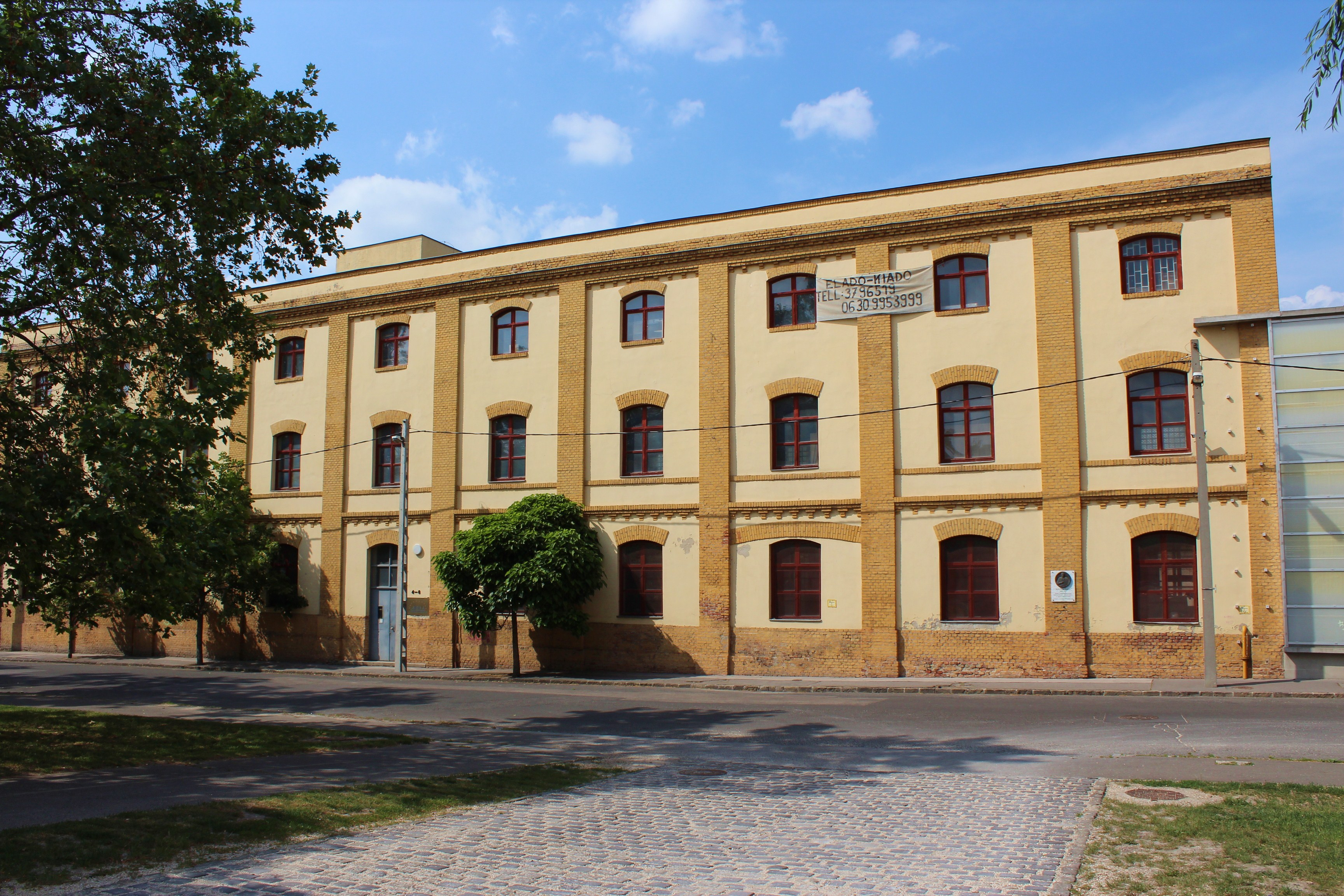
megmaradt épület
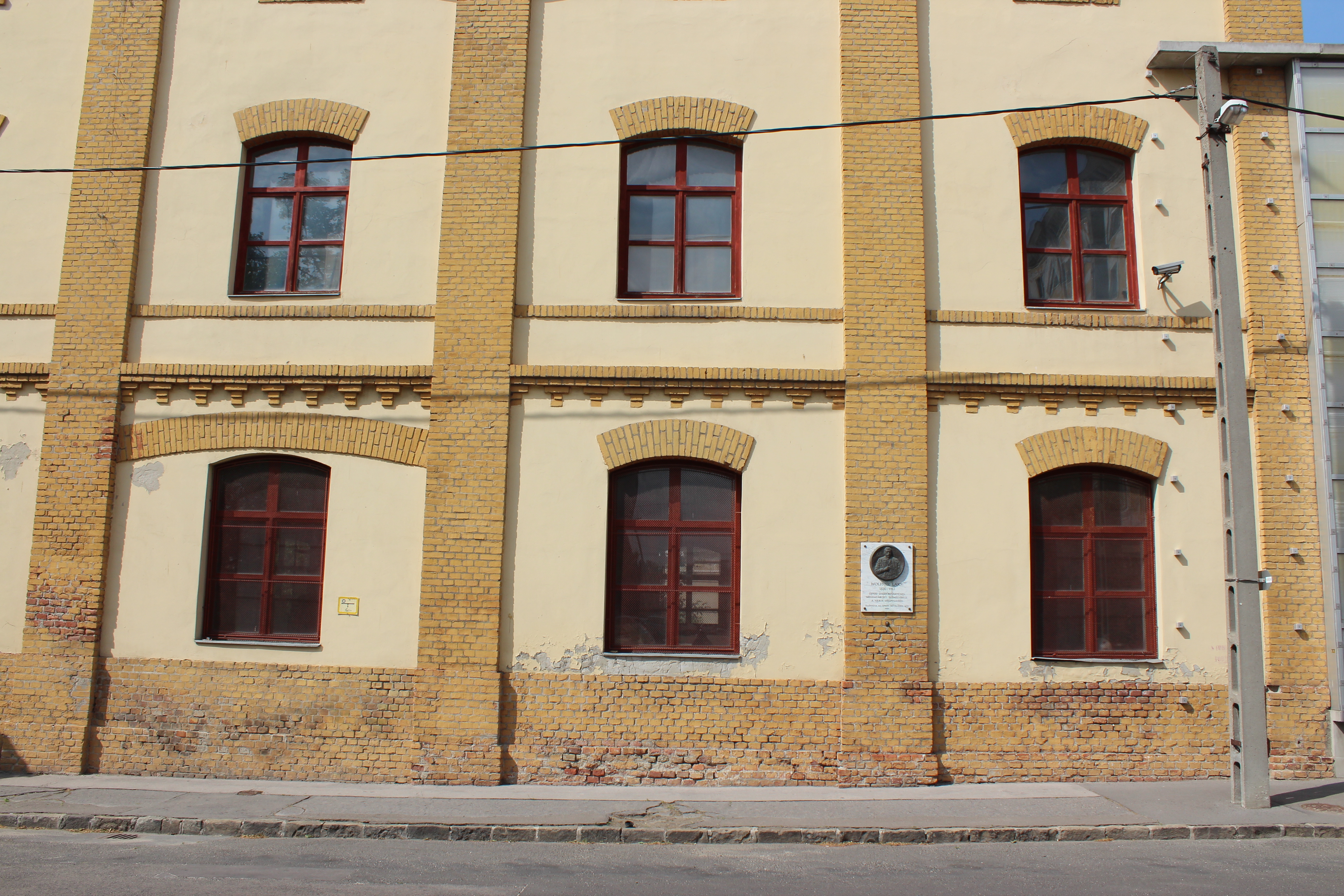
megmaradt épület (részlet)
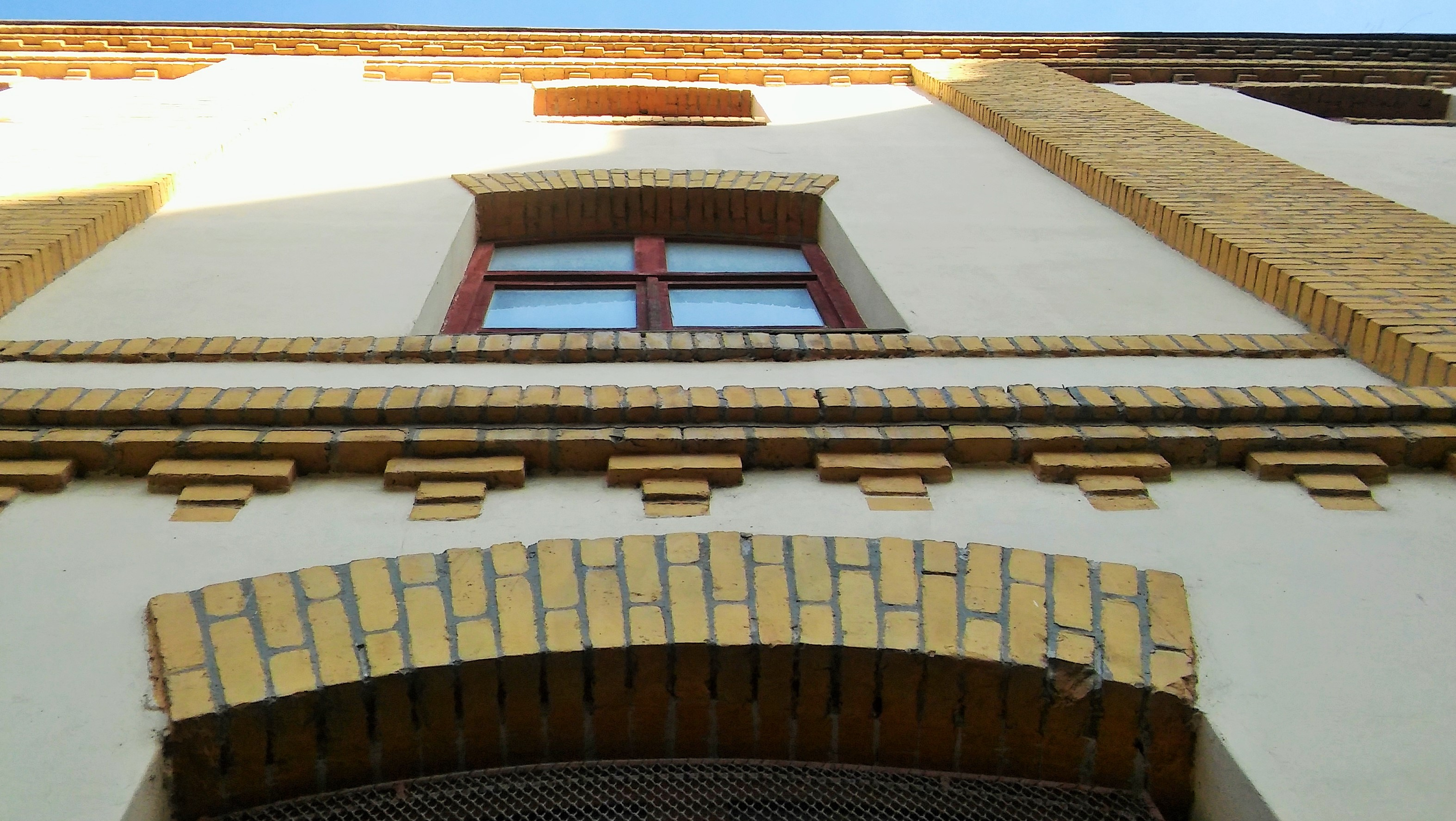
megmaradt épület (részlet)
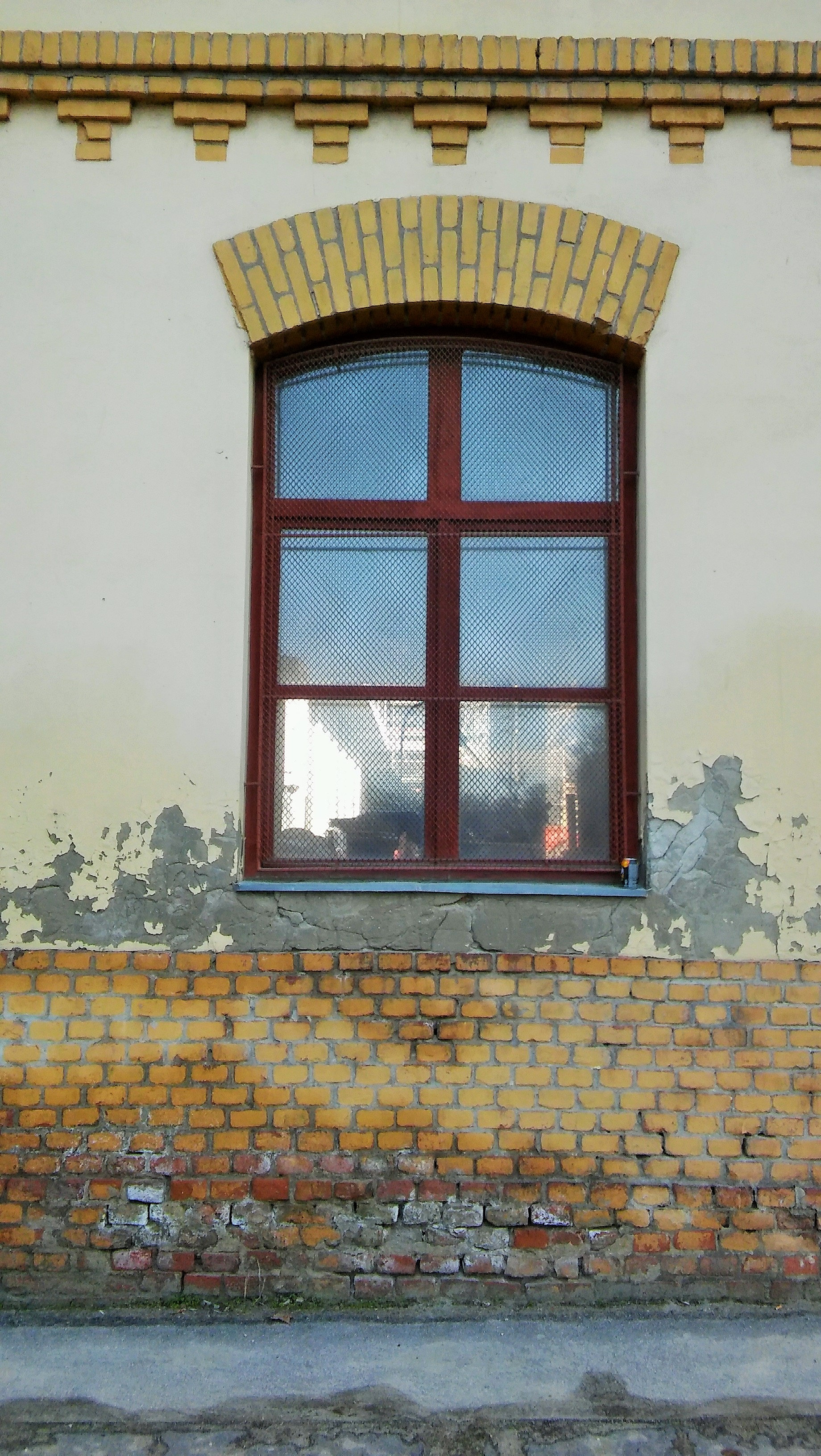
megmaradt épület (részlet)
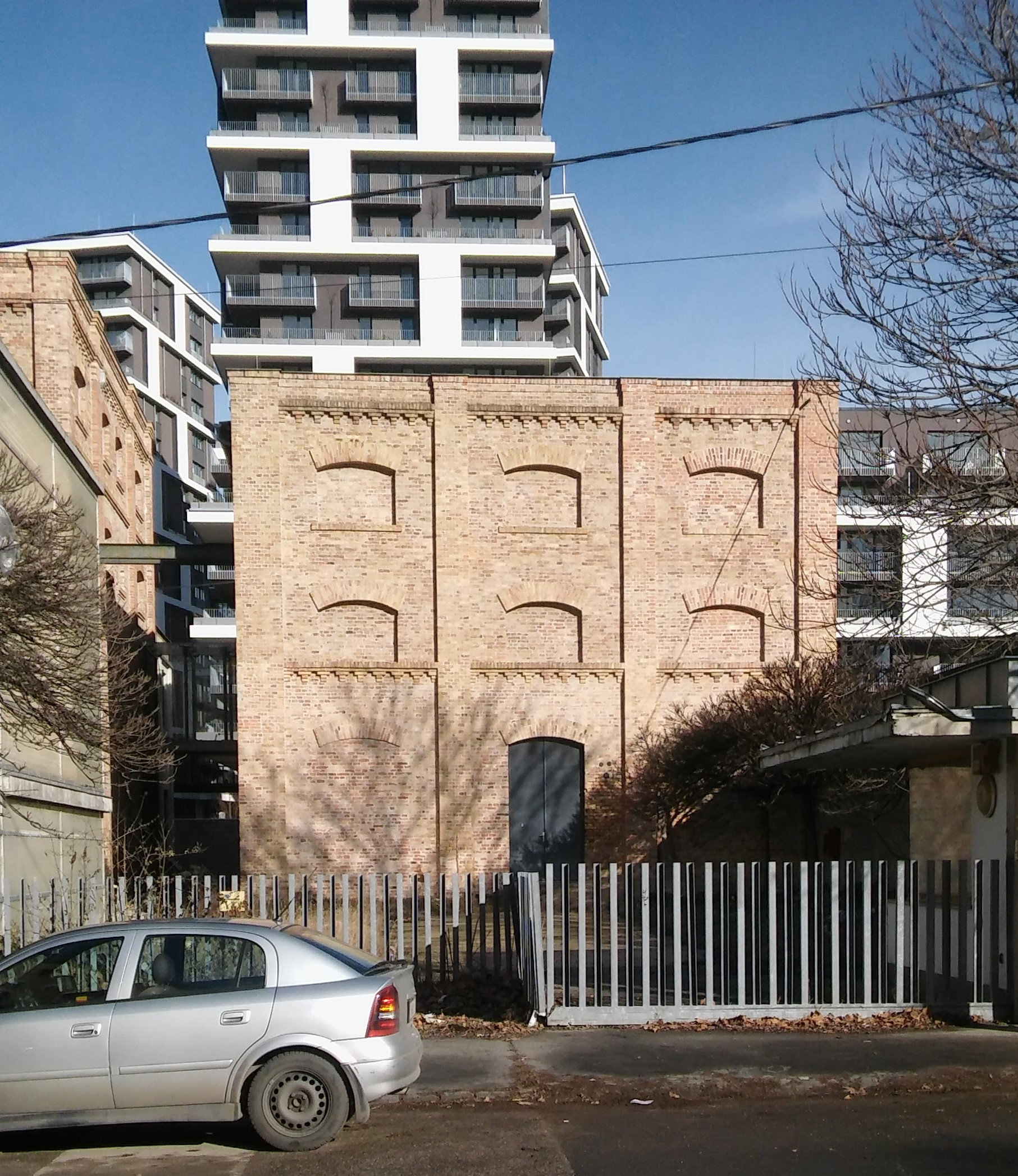
másik megmaradt épület
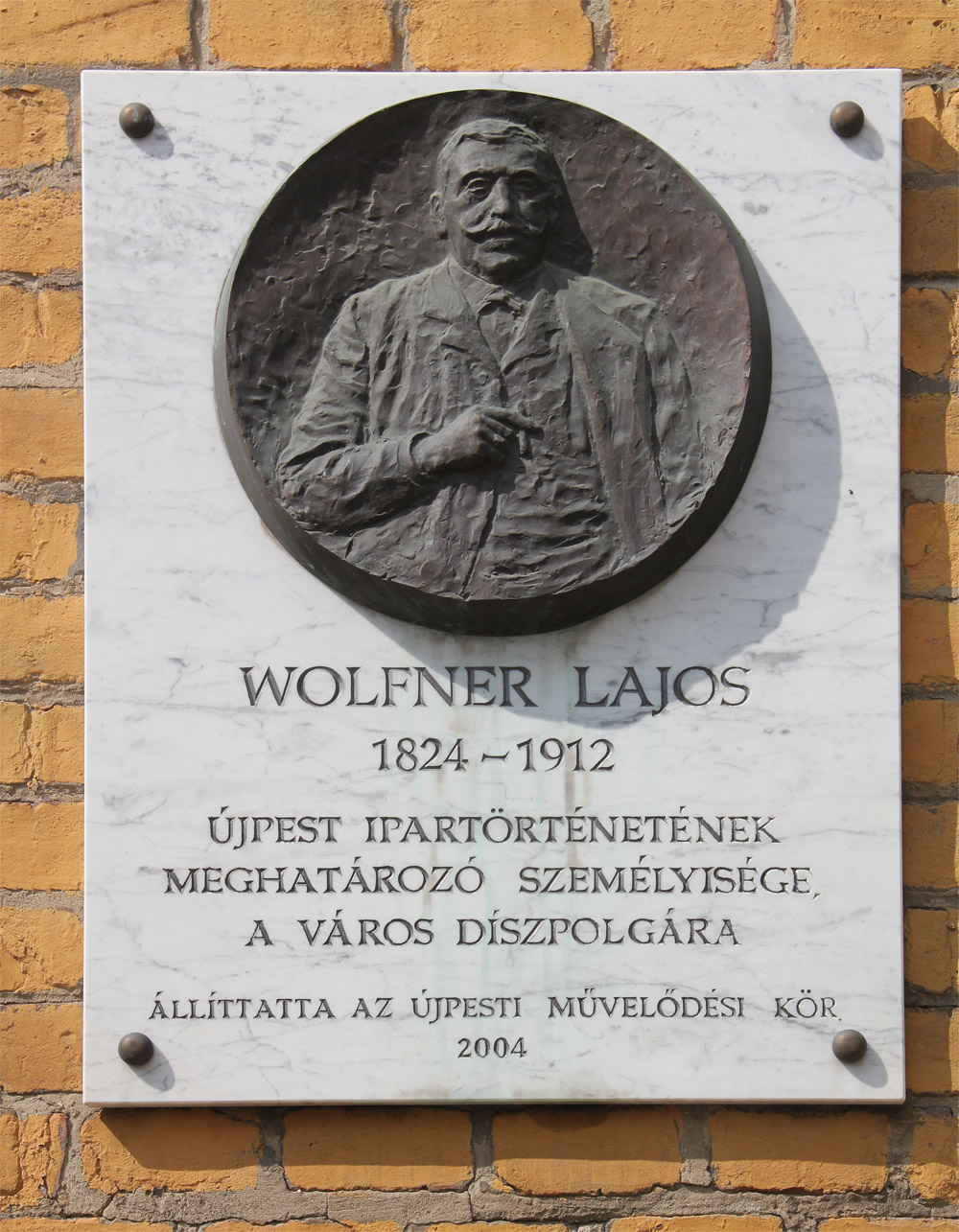
Wolfner Lajos emléktáblája a gyár falán
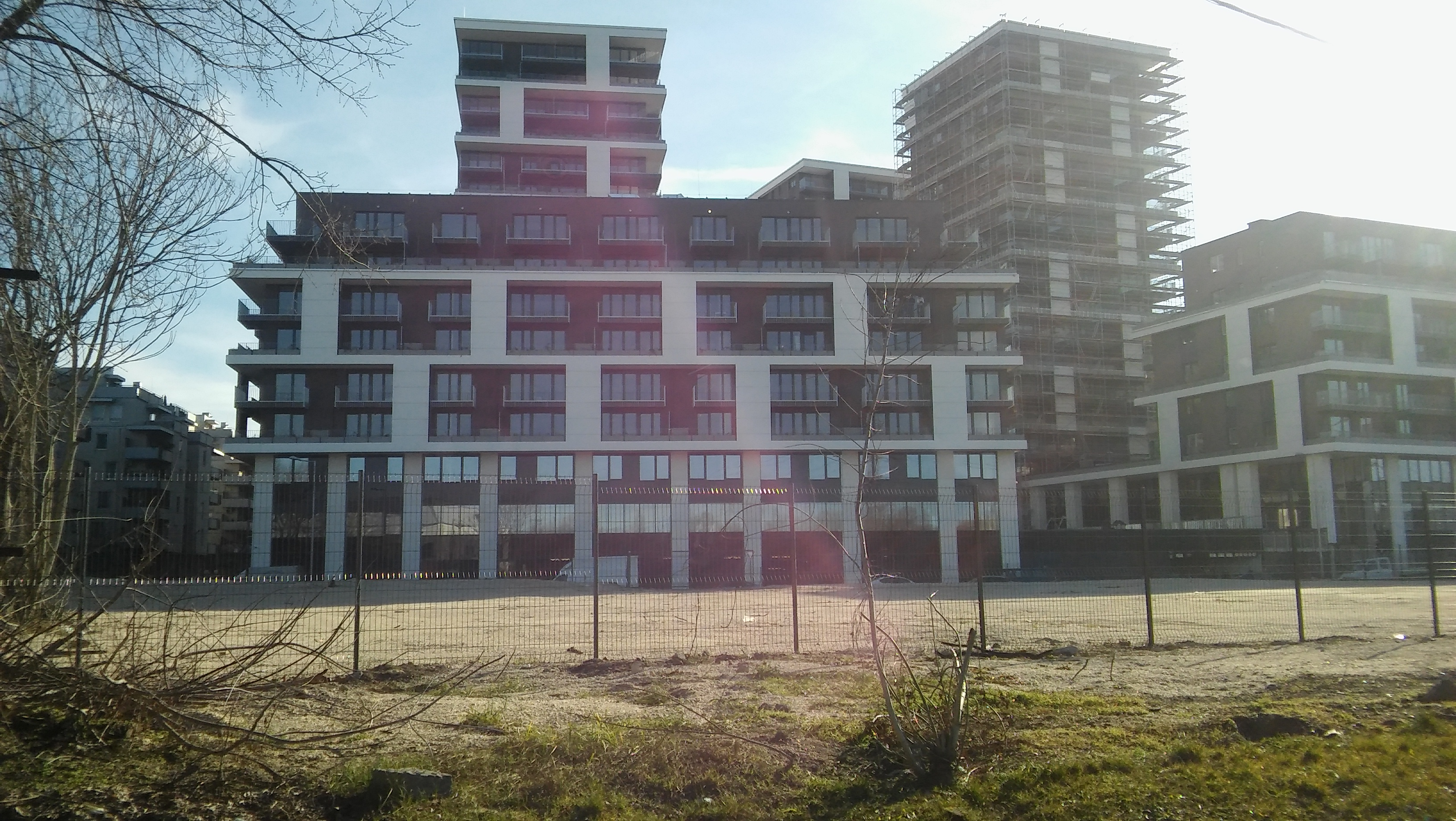
a gyár helyére épült lakópark

## Egyéb irodalom
- Dr. Bencze Géza – Dombovári Sándor: A Budapesti Bőripari Vállalat és gyáregységének története, Műszaki Könyvkiadó, Budapest, 1984